# Chekka
Chekka est une ville côtière située au nord du Liban. La ville est située au nord des plages de Râs ach-Chaq’a' et Herri, et au sud de l'ancien port phénicien d'Enfeh et de la ville de Tripoli.

## Population
Environ 17 000 personnes résident actuellement à Chekka, dont beaucoup sont originaires de villages tels que Tannourine, Zgharta et Bcharre. Chekka a une riche diaspora aux États-Unis, en Australie, au Canada, en France et dans le Golfe.
Aujourd'hui, Chekka a une majorité chrétienne maronite avec des grecs orthodoxes et quelques musulmans sunnites. 
Elle compte cinq églises maronites, deux églises grecques orthodoxes et une église grecque-melkite-catholique, ainsi qu'une mosquée sunnite.

## Histoire
On pense que l'origine du mot est cananéenne du mot Chikitta. Chikitta a été mentionnée dans des lettres amarniennes en Égypte comme une ville côtière située dans la zone géographique de Chekka moderne. Jusqu'à présent, aucune découverte archéologique cananéenne à Chekka ne soutient cette hypothèse. L'histoire moderne de Chekka est claire. Les hautes terres de Chekka maintenant connues sous le nom de Chekka Al-Atika ont été réinstallées il y a environ 300 ans et la vallée fertile de Chekka a été cultivée dans l'intention de faire de Chekka un bastion maronite sur la côte libanaise. Beaucoup de familles ont déménagé du mont Liban à Chekka à cette époque.

## Économie
Chekka est riche en sources d'eau douce soumarines. La Faculté de génie de l'Universite americaine de Beyrouth a étudié le potentiel d'exploitation durable des sources sous-marines de Chekka Bay en 2000.
Chekka est connue pour Râs ach-Chaq’a’, une colline de pierres blanches recouvertes de verdure en face de la mer Méditerranée et pour ses plages de sable fin publiques et privées.